# 5044 Shestaka
5044 Shestaka è un asteroide della fascia principale. Scoperto nel 1977, presenta un'orbita caratterizzata da un semiasse maggiore pari a 2,2416705 UA e da un'eccentricità di 0,1050953, inclinata di 5,84656° rispetto all'eclittica.